# Iranische Völker

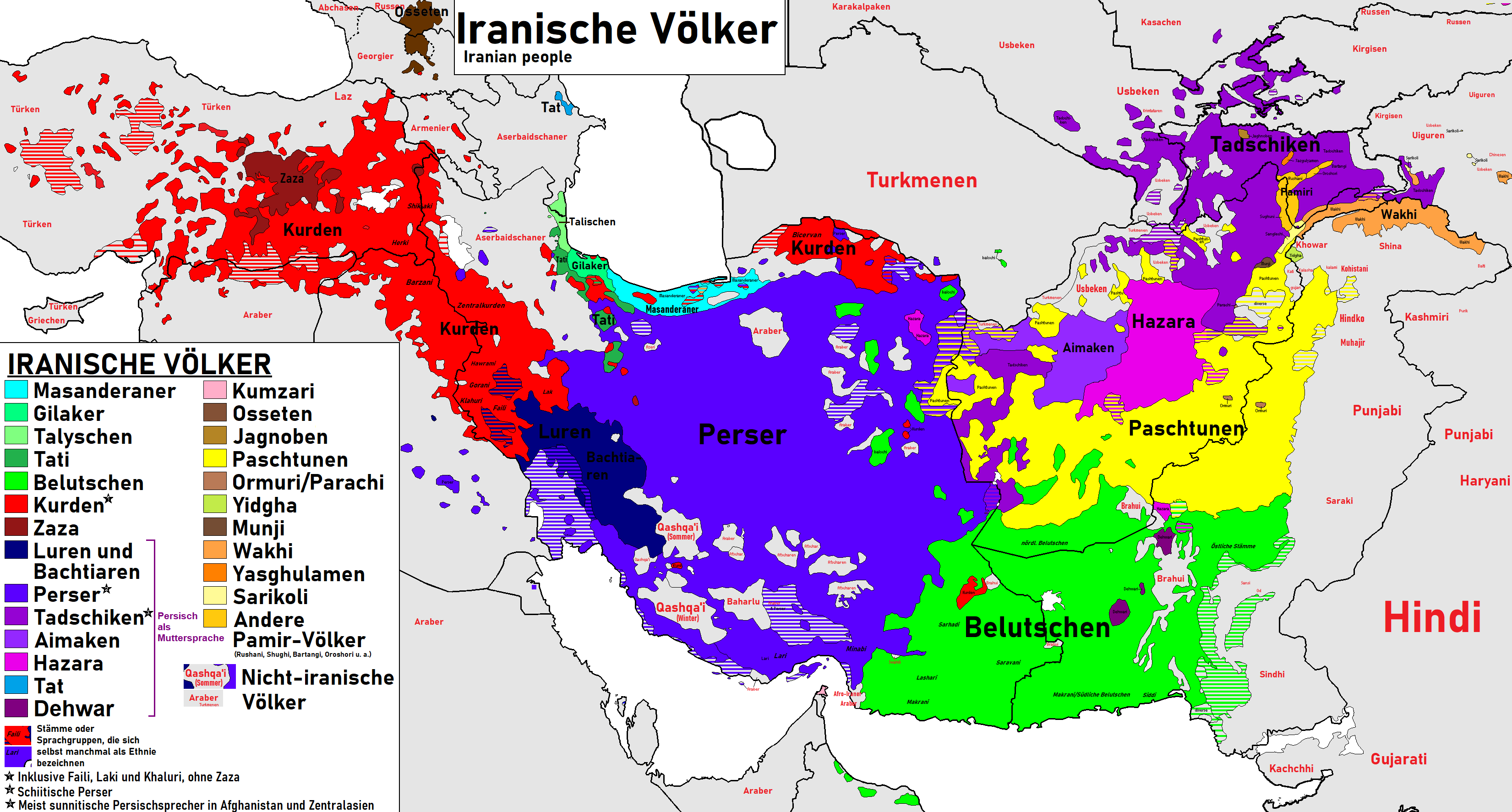
Gegenwärtige iranischsprachige Völker

Iranische Völker sind eine Gruppe von Ethnien, die iranische Sprachen sprechen.
Im engeren Sinn versteht man unter dem Begriff eine Reihe iranischsprachiger und meist nomadischer Stämme, die im 2. Jahrtausend v. Chr. die nach ihnen benannte Region um das Iranische Hochplateau besiedelten, welche in der Folge zum Kerngebiet späterer iranischsprachiger Populationen wurde. Im weiteren Sinn werden auch Gruppen zu den iranischen Völkern gerechnet, die historisch die oben genannte Region bewohnt haben. Eine solche vereinfachte Zuordnung wird bei Gruppen vorgenommen, bei denen die Quellenlage ungenügende Angaben macht und deren Ethnizität nicht definitiv bekannt ist.

## Klassifikation
Die Zugehörigkeit zu den „iranischen Völkern“ ist primär linguistisch definiert. Als „iranische Ethnie“ werden demnach Gesellschaften bezeichnet, die eine Sprache aus dem iranischen Zweig der indogermanischen Sprachfamilie ererbt oder angenommen und weitergegeben haben. Durch diese rein linguistische Klassifikation werden Populationen anhand ihrer Sprache zusammengefasst, die sich in anderen Merkmalen deutlich voneinander unterscheiden können. Zu den Differenzierungsmerkmalen iranischer Ethnien untereinander zählen etwa verschiedene bzw. gemeinsame Wirtschaftsformen oder Mythologien sowie der unterschiedlich starke Einfluss nicht-iranischsprachiger Populationen.

## Etymologie
Der Begriff „iranische Völker“ ist aus dem Namen „Iran“ (persisch ايران – Iran) entlehnt, welcher selbst auf das mittelpersische Ērān und, letztendlich, auf das altiranische *Aryanam, „[Land] der Arier“, zurückgeht. *Aryanam ist der Genitiv Plural des Ethnonyms Arya, das sowohl in achämenidischen Inschriften als auch in den zoroastrischen Traditionen des Avesta nachzuweisen ist. In der Form āˊrya- ist der Begriff auch im Altindischen bekannt und war die Eigenbezeichnung der frühesten Sprecher indoiranischer („arischer“) Sprachen, aus denen sich die modernen iranischen und indoarischen Sprachen abzweigten. Die Klassifikation als „Arier“ ist somit grundsätzlich ein linguistisches Konzept und soll die enge Verwandtschaft der iranischen und indoiranischen Sprachen – einschließlich Nūristāni-Zweig – kennzeichnen, deren Sprecher in der Frühphase eine gemeinsame sprachliche und kulturelle Entwicklung unabhängig von anderen indogermanischen Gruppierungen erfahren hatten.

## Völker und Volksgruppen

### Heute
- Bachtiaren
- Belutschen
- Gilaker
- Kumzaren
- Kurden
- Luren
- Mazandaraner
- Osseten
- Paschtunen
- Perser
  - Tadschiken
  - Tat
  - Aimaken
  - Hazara
  - Dehwar
- Jaghnoben
- Talyschen
- Zaza

### Historisch
- Baktrer
- Meder
- Sogder
- Parther

- Skythen
  - Saken
  - Sarmaten
  - Massageten
  - Kangju
- Yuezhi (eventuell, möglicherweise aber Tocharer)

## Geschichte

### Ursprung

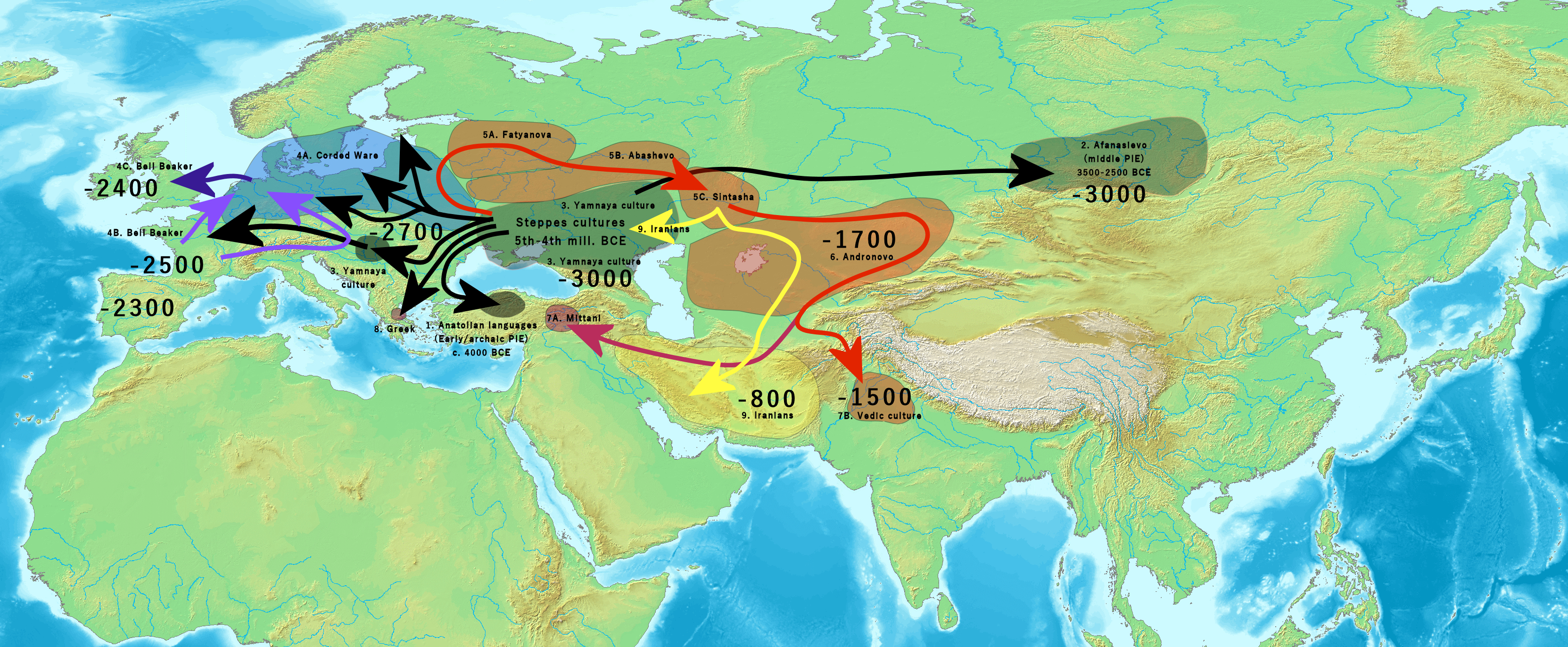
Hypothetische Ausbreitung verschiedener indogermanischer Völker

Die iranischen Völker werden generell als Nachfahren der Sintaschta beziehungsweise der Andronowo-Kultur, und speziell der Yaz-Kultur im südlichen Zentralasien gesehen, die sich aus den Indogermanen heraus entwickelten und später mit lokalen Völkern verschmolzen, um die jeweiligen iranischsprachigen Völker zu bilden. Früh spalteten sich die iranischen Völker in eine „westliche“ und eine „östliche“ Gruppe auf. Diese Aufspaltung ist auch sprachlich in der Form der altpersischen Sprache (westlich) sowie der avestischen Sprache (östlich) evident.

### Westiranische Völker

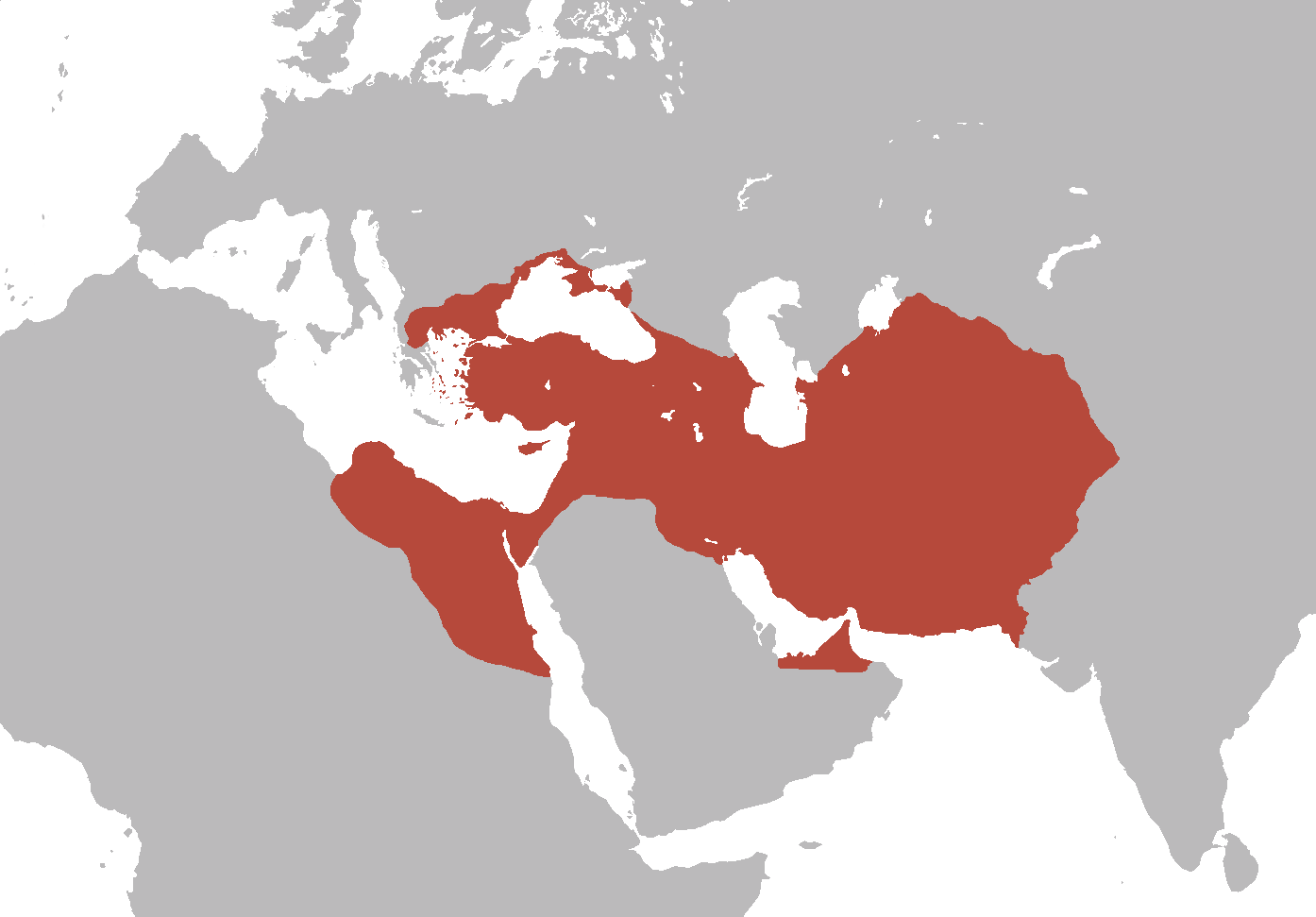
Das Achämenidenreich zu seiner größten Ausdehnung

Die westliche Gruppe der iranischen Völker stand in Kontakt mit den Elamiten sowie Babyloniern, teilweise auch mit den Assyrern. Anfangs standen sie unter der Herrschaft dieser als Vasallen, gewannen aber schrittweise die Oberhand und unterwarfen ihre ehemaligen Herrscher. Das später folgende Achämenidenreich war eines der größten und einflussreichsten Länder der Geschichte.

### Ostiranische Völker

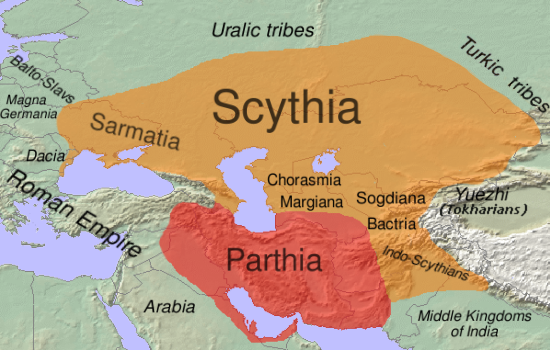
Skythien in Bezug zu den ostiranischen Völkern

Die östlichen iranischen Völker verblieben hauptsächlich in der Eurasischen Steppe Zentralasiens und sind allgemein als Skythen bekannt. Sie beherrschten Zentralasien sowie angrenzende Regionen Europas und Ostasiens beziehungsweise Sibiriens. Ostiranischer Einfluss hinterließ bleibende Spuren bei späteren Steppennomaden, speziell den Turkvölkern sowie den Mongolen. Ostiranisch sprechende Nomaden wurden später großteils von Slawen und Turkvölkern assimiliert, bilden aber, speziell unter Turkvölkern, einen signifikanten Teil deren Ethnogenese. Einige ostiranische Stämme migrierten nach Südasien, wo sie als Indo-Skythen bekannt wurden.

### Kultur und Religion
Die Kulturen der iranischen Völker teilen sich einen gemeinsamen Ursprung aus der bronzezeitlichen Andronowo-Kultur. Die westlichen iranischen Völker entwickelten aber schrittweise eine differenzierte Kultur basierend auf den ursprünglichen iranischen Traditionen und Traditionen des heutigen iranischen Plateaus. Zu einigen Gemeinsamkeiten, welche in allen iranischen Kulturen gefunden werden, zählen unter anderem die iranische Mythologie, das Neujahrsfest Nowruz sowie einige soziale und religiöse Sitten wie Feuerverehrung. Die frühen iranischen Völker gehörten einer polytheistischen Religion an, welche noch viele Gemeinsamkeiten mit anderen indogermanischen Religionen aufwies. Aus dieser entwickelte sich später der Zoroastrismus heraus, welcher jedoch einige Unterschiede zu früheren Formen hatte. Noch heute gehört eine kleine, aber signifikante Minderheit dem Zoroastrismus an. Die heute mit Abstand am weitesten verbreitete Religion unter den iranischen Völkern ist der Islam.